# Davies Kawemba
Davies Kawemba, né le 25 juillet 2002 à Solwezi, est un coureur cycliste zambien.

## Biographie
Davies Kawemba participe à des compétitions sur route et en VTT. Il est formé au Kansanshi Cycling Team, un club implanté sur ses terres natales de Solwezi. Sous les couleurs de cette formation, il obtient plusieurs victoires et diverses places d'honneur sur des épreuves nationales. Il participe également aux Jeux du Commonwealth en 2022, avec la sélection nationale zambienne. 
En 2025, il devient champion de Zambie sur route chez les élites. 

## Palmarès
- 2021
  - 2e du championnat de Zambie sur route
- 2022
  - 2e étape du Luapula Lakes and Waterfalls Tour
  - 2e du championnat de Zambie sur route
- 2023
  - Mine 2 Mine Race
- 2025
  -  Champion de Zambie sur route